# HMS Loke (1994)
HMS Loke är ett lastfartyg i svenska flottan som sjösattes 1994. Hon tillhör Amfibieregementet. Hon tar last via en ramp i fören och har en lastförmåga på 150 ton.